# Ladik, Sarayönü
Ladik là một thị trấn thuộc huyện Sarayönü, tỉnh Konya, Thổ Nhĩ Kỳ. Dân số thời điểm năm 2011 là 8.408 người.